# 納西氏副南鰍
納西氏副南鰍（學名：Paraschistura naseeri），為輻鰭魚綱鯉形目條鰍科副南鰍屬的其中一種。被IUCN列為瀕危保育類動物，分布於亞洲巴基斯坦斯瓦特河流域，體長可達12.1公分，棲息在河川底層水域，生活習性不明。

## 扩展阅读
維基物種上的相關：納西氏副南鰍